# Caixa de Ward

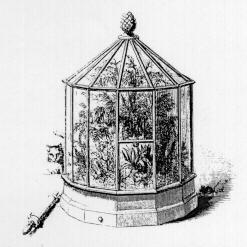
Una caixa de Ward

Una Caixa de Ward és un contenidor protector, completament segellat, per a les plantes (un tipus primitiu de terrarium). Va tenir un gran ús al segle xix per protegir plantes de terres llunyanes en ser importades a Europa des de l'estranger, la majoria de les quals solien morir abans d'arribar, a causa dels llargs viatges per mar, fet que frustrava molts botànics de l'època tant professionals com aficionats. La caixa de Ward va ser el precursor directe del terrari i del vivàrium moderns, paral·lelament a l'aquari de vidre. Va ser inventada al voltant de 1829 pel doctor Nathaniel Bagshaw Ward (1791-1868), de Londres, després que un descobriment accidental li ho hagués inspirat. El 1842 va publicar un llibre titulat On the Growth of Plants in closely Glazed Cases (Sobre el creixement de les plantes en caixes de vidre tancades). Gairebé una dècada abans, un botànic escocès, de nom A. A. Maconochie havia creat un terrari similar però el fet de no haver-lo donat a conèixer al public va permetre que Ward rebés el crèdit com a únic inventor.

## Història i desenvolupament de la mini-biosfera

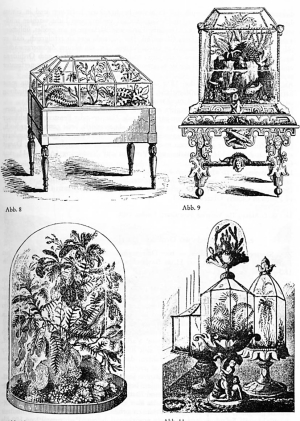
Quatre estils diferents de caixes de Ward

El doctor Ward era un metge amb una passió per la botànica. El seu herbari, recol·lectat personalment, va ser de 25.000 espècimens. Les falgueres al seu jardí de Londres, a Wellclose Square, però, estaven sent enverinades per la contaminació de l'aire de Londres, que consistia principalment de fum de carbó i àcid sulfúric. Ward va ser membre fundador de la Botanical Society of Edinburgh i de la Royal Microscopical Society, membre de la Linnean Society i membre de la Royal Society i sempre va estar actiu en la London Apothecaries Society (Societat d'Apotecaris de Londres), de la qual es va convertir en Mestre el 1854. Fins fa molt poc, la Societat gestionava el Chelsea Physic Garden de Londres, el jardí botànic més antic del Regne Unit.
El doctor Ward, en el seu afany de col·leccionisme botànic, va guardar capolls d'arnes i similars en ampolles de vidre segellades, i en una va trobar que una espora de falguera i una espècie de Poaceae havien germinat i hi estaven creixent dins. Interessat però sense veure encara les oportunitats que d'això sortirien, va deixar el segell intacte durant uns quatre anys, i va notar que l'herba en realitat havia florit un cop, però, després d'aquest temps, el segell s'havia oxidat i les plantes van morir per l'aire viciat. En comprendre les possibilitats, va fer que un fuster li construís una caixa de fusta amb uns vidres ben ajustats (completament hermètica) i va descobrir que les falgueres creixien perfectament al seu interior, convertit en una mena de mini-biosfera.
El doctor Ward va publicar el 1842 el seu experiment amb el llibre esmentat més amunt: On the Growth of Plants in closely Glazed Cases.
Els botànics anglesos i els comerciants de plantes medicinals havien estat explorant apassionadament el món a la recerca de noves plantes des de finals del segle xvi, però havien de transportar-les en forma de llavors, o com a rizomes i arrels seques. L'aigua i la manca de cura, així com l'aire salat, la falta de llum i la falta d'aire fresc sovint destruïen totes o gairebé totes les plantes, fins i tot en enviaments de grans quantitats (per exemple amb les plantes de l'arbre del pa de l'expedició de la Bounty). Amb les noves caixes de Ward, les plantes joves tendres podien col·locar-se en la coberta per beneficiar-se de la llum del dia i al mateix temps, la humitat condensada dins de la caixa les mantenia regades, però protegides de la rosada salada del mar. La primera prova de les caixes de vidre es va fer al juliol de 1833, quan el Dr. Ward va enviar dues caixes de vidre especialment construïdes plenes de falgueres i pastures britàniques fins aSydney, Austràlia, en un viatge de diversos mesos després del qual les plantes protegides es conservaven encara en bon estat a la seva arribada a Austràlia. Unes plantes encara més interessants van fer el viatge de tornada: eren diverses espècies natives australianes que mai havien sobreviscut al transport anteriorment. Les plantes van arribar en bon estat, després d'un viatge tempestuós al voltant del Cap Horn.

## Arbre del te i arbre del cautxú

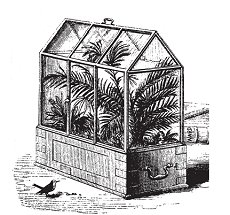
Un altre estil de la caixa de Ward

Les caixes de Ward aviat es van convertir en característiques dels salons elegants d'Europa Occidental i els Estats Units. En l'aire contaminat de les ciutats victorianes, la bogeria de les falgueres (Pteridomania) i la bogeria per les orquídies que la va seguir van deure gran part del seu ímpetu a les noves caixes de Ward.
Un dels corresponsals del doctor Ward va ser William Jackson Hooker, més tard director del Royal Botanic Gardens de Kew. Joseph Dalton, el fill de Hooker, va ser un dels primers exploradors de plantes a utilitzar les noves caixes de Ward, quan va enviar plantes vives a Nova Zelanda des de 1841, durant el viatge pioner del HMS Erebus, que va circumnavegar l'Antàrtida.
Més important encara, la caixa de Ward va desencadenar una revolució en la mobilitat de plantes comercialment importants. En les caixes de Ward, Robert Fortune va enviar a l'Índia britànica 20.000 plantes de te de contraban des de Xangai, Xina, per començar les plantacions de te d'Assam. Després de la germinació de llavors importades en els hivernacles climatitzats de Kew, les plàntules de l'arbre del cautxú del Brasil es van enviar amb èxit en caixes de Ward a Ceilan (Sri Lanka) i els nous territoris britànics en Malaia per iniciar les plantacions de cautxú. Les caixes de Ward han estat fetes servir de manera exitosa per ajudar a trencar els monopolis geogràfics en la producció d'importants productes agrícoles.